# Colura calyptrifolia
Colura calyptrifolia (Hook.) Dumort. é uma espécie de hepática epífita. São plantas minúsculas (até 5 mm de comprimento), em geral epífilas, típicas das zonas abrigadas das florestas hiper-húmidas.

## Descrição
Pequenas hepáticas folhosas, com até 5 mm de comprimento e 0,5-1,5 mm de largura.
Filídios bilobados, inflados, formando pequenos sacos espiralados, ascendentes e erectos. O lóbulo dorsal é menor que o ventral. O anfigastro é mais comprido que largo, bilobado.
A espécie é autóica, com periantos comuns. 

## Ecologia e distribuição
Planta epífila com ocorrência restrita a zonas abrigadas e ombrosas com humidade relativa do ar frequentemente próxima da saturação.
Nos Açores prefere as folhas de Ilex perado, Laurus azorica e Hedera azorica e as frondes de Blechnum spicant e Trichomanes speciosum.
Planta com ampla distribuição, disjunta, ocorrendo na Macaronésia, nas regiões montanhosas do litoral atlântico da Europa, na América do Sul, África do Sul e Madagáscar.